# Zone di occupazione della Germania
Le zone di occupazione della Germania furono delle zone di occupazione nelle quali venne divisa la Germania nazista dopo la fine della seconda guerra mondiale.
Le zone vennero tracciate a ovest della linea Oder-Neisse e occupate dagli alleati nel periodo compreso tra il 1945 e il 1949.

## Storia

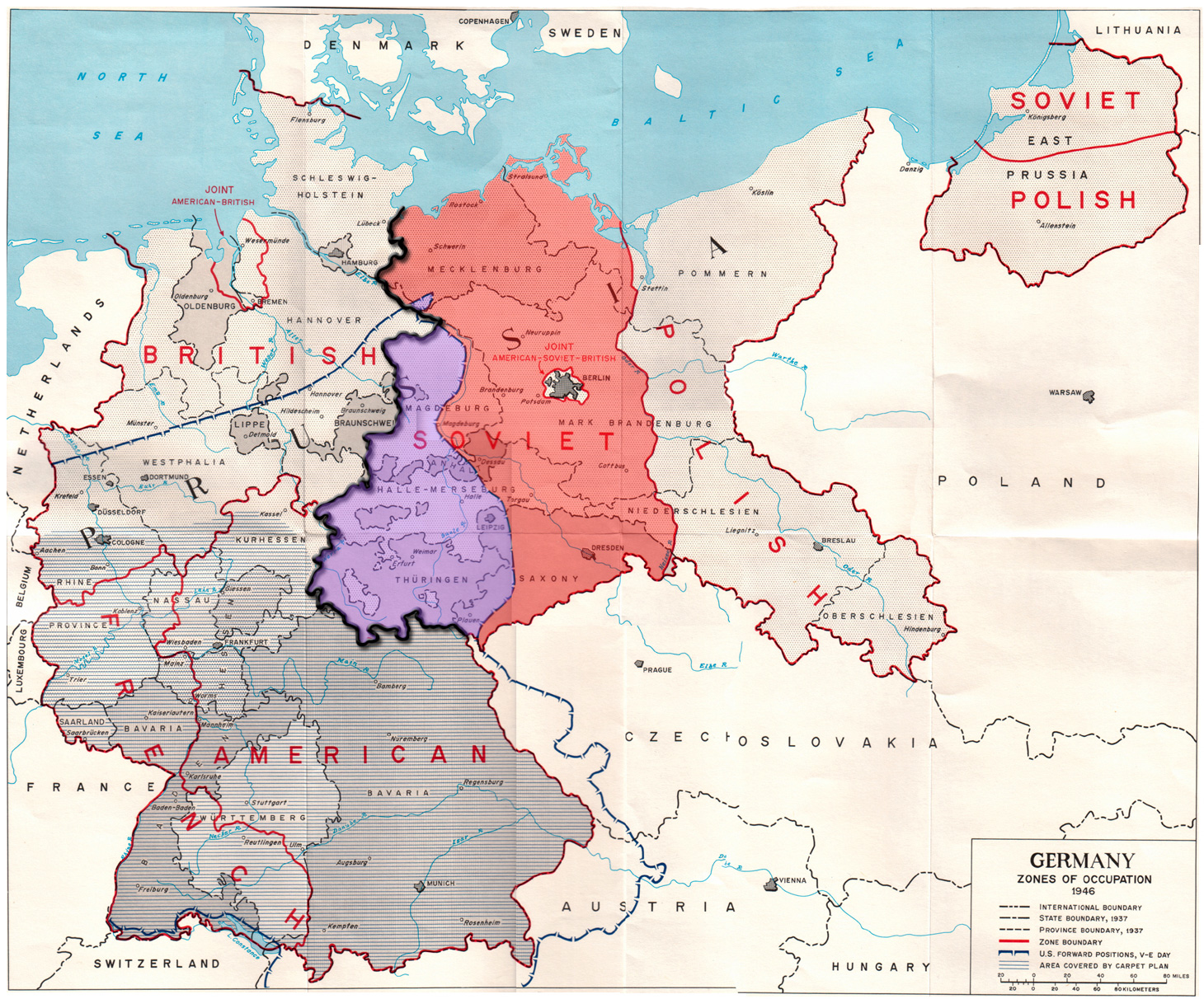
In questa mappa si evidenziano le zone di occupazione alleate nella Germania del dopoguerra, ovvero, la zona sovietica (in rosso), la frontiera interna tedesca (linea nera) e la zona da cui le truppe britanniche e statunitensi si ritirarono nel luglio del 1945 (in viola). I confini statali e provinciali sono quelli della Germania al tempo della Repubblica di Weimar, prima dell'istituzione dei Länder (Stati federali).

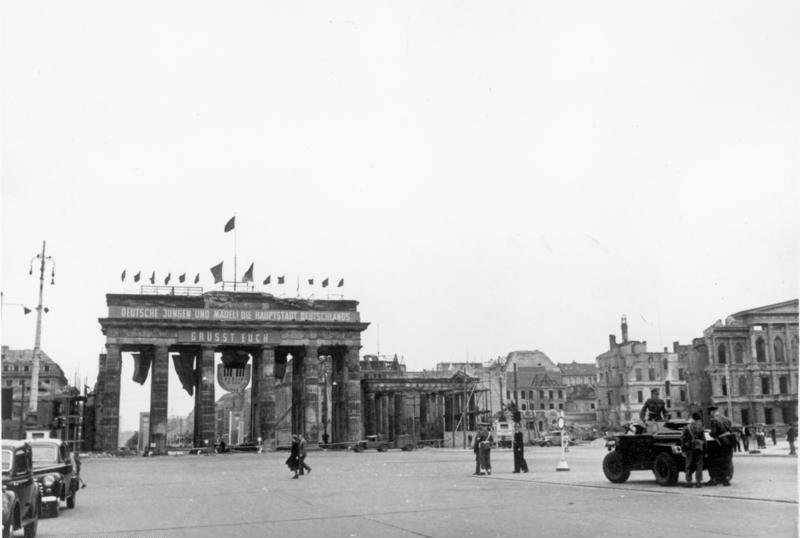
Auto blindata britannica, alla Porta di Brandeburgo a Berlino, 1950

Ogni potenza deteneva l'autorità di governo della propria zona e sosteneva diverse politiche verso la popolazione.
Il piano originario degli alleati per governare la Germania come singola unità attraverso il Consiglio di controllo degli Alleati si ruppe nel 1946-47, a causa delle crescenti tensioni della guerra fredda tra l'Occidente e l'Unione Sovietica. La completa rottura della cooperazione est-ovest divenne evidente con il blocco di Berlino.
Con l'unione sostanziale nel 1946 delle zone britannica e statunitense in un'unica bizona ricominciarono pian piano a crearsi alcune amministrazioni locali frutto di una spinta anglo-americana verso l'autonomia e la riorganizzazione politica locale tedesca. Un'accelerazione verso un'unica entità avvenne nel 1948 con l'unione della zona francese e la formazione della trizona.
Così le tre zone occidentali si unirono ufficialmente nella Repubblica Federale di Germania, nel maggio 1949, mentre nella zona di occupazione sovietica nacque la Repubblica Democratica Tedesca nell'ottobre 1949. Dopo la creazione della Repubblica Federale, i governatori militari furono sostituiti da alti commissari civili, le cui posizioni erano talvolta a metà tra quelle di governatore e ambasciatore.
Con il Trattato Generale firmato dalla Germania Ovest e dagli Alleati occidentali (Francia, Regno Unito e Stati Uniti) il 26 maggio 1952, la Repubblica Federale fu riconosciuta come Stato sovrano. Il trattato entrò in vigore nel 1955, l'occupazione occidentale cessò di esistere e gli alti commissari furono sostituiti da ordinari ambasciatori.
La città di Berlino fu occupata dalle quattro potenze alleate e fu suddivisa pertanto in quattro settori, continuando comunque a non fare parte di nessuno Stato e sottoposta all'occupazione alleata fino al 1990. Per scopi amministrativi, i tre settori ovest di Berlino furono uniti nell'entità di Berlino Ovest, mentre il settore orientale fu chiamato Berlino Est.
Tutti i territori della Germania Orientale a est della linea Oder-Neisse (Pomerania, Neumark, Slesia e Prussia Orientale) furono annessi alla Polonia e all'Unione Sovietica, costituendo l'Oblast' di Kaliningrad, parte della RSSF Russa. Klaipėda e Memelland furono riassegnate alla RSS Lituana all'interno dell'URSS. I territori annessi dalla Germania nazista dopo il 1º gennaio 1938 strappati all'Austria, alla Cecoslovacchia, alla Polonia, alla Lituania, al Belgio, al Lussemburgo e alla Francia furono restituiti a questi paesi o annessi dall'Unione Sovietica.

### Zona statunitense
La zona degli Stati Uniti consisteva della Baviera, dell'Assia e della parte nord dell'attuale Stato del Baden-Württemberg. Inoltre, Brema e Bremerhaven nella zona di occupazione britannica erano exclave sotto il controllo statunitense. I quartier generali del governo militare statunitense erano gli ex edifici della IG Farben a Francoforte. La zona di occupazione americana non aveva sbocco sul mare se non come detto per la città di Bremerhaven.

### Zona britannica
La zona di occupazione del Regno Unito consisteva nello Schleswig-Holstein, nella città di Amburgo, nella Bassa Sassonia e nell'attuale Stato della Renania Settentrionale-Vestfalia. Il quartier generale aveva sede a Bad Oeynhausen.

### Zona francese
In origine, la Francia, anche se era una delle potenze alleate, non avrebbe dovuto avere una zona di occupazione, a causa della storica ostilità tra la Francia e la Germania, come anche per il ruolo minore giocato dalla Francia durante la fase finale della guerra. Alla fine, tuttavia, sia i britannici sia gli statunitensi si accordarono per concedere una parte delle loro zone di occupazione alla Francia, per formare la zona di occupazione francese: per questa ragione la zona francese, diversamente da quelle degli altri Stati, consisteva di due zone non contigue. Era formata dall'attuale Stato della Renania-Palatinato e dalle aree meridionali del Baden-Württemberg. Il quartier generale era a Baden-Baden. Le due zone francesi non avevano sbocco sul mare ma, al contrario delle altre tre zone occupate confinavano direttamente con la Francia.
La Saarland, invece, diventò un'entità autonoma sotto protettorato francese.

### Zona sovietica
La zona di occupazione sovietica incorporò Turingia, Sassonia, Sassonia-Anhalt, Brandeburgo e Meclemburgo-Pomerania Occidentale. I quartieri generali erano posti a Berlino-Karlshorst.

## Governatori militari e Commissari

### Zona statunitense

#### Governatori militari
| Governatore militare                               | Carica                              |
| -------------------------------------------------- | ----------------------------------- |
| Generale Dwight Eisenhower                         | 8 maggio 1945 – 10 novembre 1945    |
| Generale George S. Patton (facente funzioni)       | 11 novembre 1945 – 25 novembre 1945 |
| Generale Joseph T. McNarney                        | 26 novembre 1945 – 5 gennaio 1947   |
| Generale Lucius D. Clay                            | 6 gennaio 1947 – 14 maggio 1949     |
| Lt. General Clarence R. Huebner (facente funzioni) | 15 maggio 1949 – 21 settembre 1949  |

#### Alti Commissari
| Alto commissario                | Carica                              |
| ------------------------------- | ----------------------------------- |
| John J. McCloy                  | 21 settembre 1949 – 1º agosto 1952  |
| Walter J. Donnelly              | 1º agosto 1952 – 11 dicembre 1952   |
| Samuel Reber (facente funzioni) | 11 dicembre 1952 – 10 febbraio 1953 |
| James Bryant Conant             | 10 febbraio 1953 – 5 maggio 1955    |

### Zona britannica

#### Governatori militari
| Governatore militare                                                      | Carica                               |
| ------------------------------------------------------------------------- | ------------------------------------ |
| Maresciallo di campo Bernard Montgomery, I visconte Montgomery di Alamein | 22 maggio 1945 – 30 aprile 1946      |
| Maresciallo Sir Sholto Douglas (in seguito Lord Douglas)                  | 1º maggio 1946 – 31 ottobre 1947     |
| Generale Sir Brian Hubert Robertson (in seguito Lord Robertson)           | 1º novembre 1947 – 21 settembre 1949 |

#### Alti commissari
| Alto commissario                                     | Carica                             |
| ---------------------------------------------------- | ---------------------------------- |
| Generale Sir Brian Hubert Robertson                  | 21 settembre 1949 – 24 giugno 1950 |
| Sir Ivone Kirkpatrick                                | 24 giugno 1950 – 29 settembre 1953 |
| Sir Frederick Hoyer Millar (in seguito Lord Inchyra) | 29 settembre 1953 – 5 maggio 1955  |

### Zona francese

#### Comandanti militari
| Comandante militare                 | Carica                    |
| ----------------------------------- | ------------------------- |
| Generale Jean de Lattre de Tassigny | maggio 1945 – luglio 1945 |

#### Governatori militari
| Governatore militare        | Carica                          |
| --------------------------- | ------------------------------- |
| Generale Marie-Pierre Kœnig | luglio 1945 – 21 settembre 1949 |

#### Alti commissari
| Alto commissario      | Carica                            |
| --------------------- | --------------------------------- |
| André François-Poncet | 21 settembre 1949 – 5 maggio 1955 |

### Zona sovietica

#### Comandanti militari
| Comandante militare                      | Carica                        |
| ---------------------------------------- | ----------------------------- |
| Maresciallo Georgij Konstantinovič Žukov | 8 maggio 1945 – 9 giugno 1945 |

#### Governatori militari
| Governatore militare                      | Carica                          |
| ----------------------------------------- | ------------------------------- |
| Maresciallo Georgij Konstantinovič Žukov  | 9 giugno 1945 – 10 aprile 1946  |
| Maresciallo Vasilij Danilovič Sokolovskij | 10 aprile 1946 – 29 marzo 1949  |
| Generale Vasilij Ivanovič Čujkov          | 29 marzo 1949 – 10 ottobre 1949 |

#### Presidenti della Commissione di Controllo sovietica
| Presidenti della Commissione di Controllo sovietica | Carica                           |
| --------------------------------------------------- | -------------------------------- |
| Generale Vasilij Ivanovič Čujkov                    | 10 ottobre 1949 – 28 maggio 1953 |

#### Alti commissari
| Alto commissario             | Carica                             |
| ---------------------------- | ---------------------------------- |
| Vladimir Semjonovič Semjonov | 28 maggio 1953 – 16 luglio 1954    |
| Georgij Maksimovič Puškin    | 16 luglio 1954 – 20 settembre 1955 |